# Az út (film, 2009)
Az út (The Road) 2009-ben bemutatott amerikai filmdráma John Hillcoat rendezésében. A forgatókönyvet Cormac McCarthy azonos című Pulitzer-díjas regénye alapján Joe Penhall írta. A főszereplői Viggo Mortensen és Kodi Smit-McPhee, akik mint apa és fiú járják az apokalipszis sújtotta, kietlen amerikai kontinenst. A forgatás az ország több államában folyt, a bemutatóra 2009 őszén került sor. A kritikusok túlnyomó részt pozitívan fogadták a produkciót.

## Cselekmény
Egy férfi és kisfia már évek óta küzd a túlélésért egy meghatározatlan, pusztító kataklizmát követően, ami elsöpörte a civilizációt, kiirtott minden állatot és növényt, és eltompította a napfényt. Csupán egy maroknyi ember maradt életben, akik a maradványok guberálására vagy kannibalizmusra kényszerülnek. A férfi és a fiú dél felé halad abban a reményben, hogy ott magasabb hőmérséklet várja őket. Az út során időnként menedékért, ételért vagy üzemanyagért kutatnak, s közben igyekeznek elkerülni az emberevő csoportokat és megőrizni saját emberi mivoltukat. A férfi egy pisztolyt hord magánál, amiben két golyó maradt arra az esetre, ha már csak az öngyilkosság az egyetlen járható út. A férfit időnként álmok gyötrik azokról az időkről, amit a katasztrófát követően élt meg feleségével és fiával; a nő önként vetett véget életének, miután nem volt hajlandó folytatni a látszólag végzetéhez ért világban.
Az úton az apa és a fiú számos olyan helyzetbe keveredik, amik tovább fokozzák feszültségüket. Miután kénytelen lelőni egy kannibál banda egyik tagját, a férfinak csupán egyetlen golyója marad. Később szintén kannibálokba botlanak, akik egy hatalmas ház pincéjébe zárva őrzik megcsonkított, élő áldozataikat, s úgy bánnak velük, mint a haszonállatokkal. Szorult és kilátástalan helyzetükből szerencse folytán menekülnek meg. Folytatván vándorlásukat egy földalatti óvóhelyre találnak, amiben nagy mennyiségű tartós élelmiszert raktároztak fel. Néhány bőséges étkezés után azonban a férfi úgy dönt, tovább kell állniuk, mert nem biztonságos huzamosabb ideig egy helyen tartózkodni. Nem sokkal indulásuk után találkoznak egy öregemberrel. A fiú győzködi apját, hogy segítsenek rajta némi étellel; a férfi a kezdeti vonakodás ellenére enged fia kérésének. A tengerpartra érve a férfi beúszik egy hajó átkutatásához, s ezalatt az alvó fiút kirabolják. A tolvajt utolérik, s a férfi a saját holmiján kívül a tolvaj ruháit is magával viszi, fia heves tiltakozása ellenére. Később visszamennek, de már nem találják ott a teljesen kiszolgáltatottan hagyott embert. Mialatt egy romos városon haladnak át, a férfit nyíllal lövik meg; végez támadójával, de sebesülése súlyos.
A férfi egészsége már régóta romlott, s most már vért köhög fel. Újfent parthoz érnek, ahol állapota már kritikus, s tudja, rövidesen meg fog halni. Halálos ágyán ismét hangsúlyozza fiának az önfenntartás és az emberség megőrzésének fontosságát. Miután elszáll belőle az élet, a fiúhoz egy család érkezik; a férfi, a nő, a fiú, a lány és kutyájuk egy ideje már követték a férfit és fiát, mert aggódtak a fiúért. A fiú némi hezitálás után úgy dönt, velük tart.

## Szereplők
- Viggo Mortensen mint a férfi. Mortensen a következőképpen jellemezte az apa és a fia kapcsolatát: „Nehéz utat járnak be, s alapvetően az apa tanul a fiától.”[2]
- Kodi Smit-McPhee mint a fiú. A Londoni Filmfesztiválon Mortensen elmondta, hogy a szerepre Smit-McPhee-t négy gyerek közül választották ki a végső fordulóban, ami során ő mindnyájukkal felolvasott. Smit-McPhee egyhangúlag nyerte a megmérettetést, amit gyermeki és ártatlan kisugárzásához párosuló, életkorát meghaladó bölcsességének köszönhetett.[3]
- Charlize Theron mint a feleség. Férje emlékképeiben jelenik meg. Theron azért vállalta a feladatot, mert szerette a könyvet és korábban már dolgozott együtt Nick Wechsler producerrel a 2000-es A bűn állomásai című filmen.[4] A feleség a filmben nagyobb jelentőséghez jut, mint a könyvben. Hillcoat a kibővített szerepről így nyilatkozott: „Szerintem nincs gond azzal, ha eltérünk a könyvtől, mindaddig, míg megőrizzük annak szellemiségét.”[5]
- Robert Duvall mint Ely, az öregember.
- Michael Kenneth Williams mint a tolvaj.
- Garret Dillahunt mint a kannibál útonálló.
- Guy Pearce mint a férfi a parton.
- Molly Parker mint a parti férfi felesége.

## Háttér
2006 novemberében, alig két hónappal a megjelenése után Nick Wechsler producer független finanszírozás keretében megszerezte Cormac McCarthy Az út című regényének megfilmesítési jogait. Wechsler, miután a könyvet már olvasta, megnézte John Hillcoat 2005-ös, Az ajánlat című filmjét, s ennek hatására határozta el, hogy Hillcoatot nyeri meg a rendezésre. Így jellemezte a rendező stílusát: „Volt abban valami szépséges, ahogyan John megragadta a Nyugat mereven primitív emberi természetét abban a filmben.” 2007 áprilisában Joe Penhall szerződött le a forgatókönyv megírására. Wechsler és társai, Steve és Paula Mae Schwartz azt tervezte, hogy forgalmazó keresésébe kész szkripttel és az apa szerepére már kiválasztott színésszel kezdenek. Novemberben Viggo Mortensen kezdett tárgyalásokba a főszerepről, noha ekkor még lefoglalta az Appaloosa – A törvényen kívüli város új-mexikói forgatása.
A forgatás 20 millió dolláros költségvetéssel, 2008 február végén vette kezdetét Pennsylvania délnyugati részein, s nyolc héten át folyt, mielőtt a stáb Louisianába, majd Oregonba költözött. Hillcoat a valódi helyszíneket részesítette előnyben, mondván, „Nem akartunk a CGI-világban kikötni.” A felvételek javának helyet adó Pennsylvaniára a választás kedvező adózási körülményei, illetve elhagyatott, lepusztult területekben való bővelkedése miatt esett; utóbbiak közé szénmezők, homokdombok és Pittsburgh elhanyagolt részei tartoztak. Az alkotók hasznosították a Pennsylvania Turnpike autóút 21 km-es, már nem használt szakaszát; az 1892-ben nyílt Conneaut Lake Park élménypark egyik épületét, amit súlyos tűzkár ért 2008 februárjában; továbbá az Erie városához tartozó Presque Isle State Park partjait. Hillcoat Pittsburghöt egyúttal gyakorlatias okokból is választotta. Mint mondja, „Csodálatos hely ősszel, mikor változnak a színek, ám télen nagyon sivár tud lenni. Egész várostömbök állnak elhagyottan. Az erdők kegyetlenek.” A stáb New Orleans egyes részein is rögzített felvételeket, ahol a Katrina hurrikán pusztított, továbbá Washington államban a Mount Saint Helens vulkánnál.
Hillcoat meg kívánta őrizni a regény szellemiségét, megelevenítve a filmben „a súlyos traumától szenvedő világot”, egyúttal sosem tárva fel az apokalipszishez vezető esemény körülményeit. A rendező szerint „Ettől lesz igazán realisztikus, rögtön a túlélésre kerül a hangsúly, arra, hogyan vészelik át a napokat, semmint arra, hogy mi is történt tulajdonképpen.” Az alkotók számára előnyt jelentett a rossz időjárás a poszt-apokaliptikus környezet ábrázolásához. Mark Forker, a különleges effektusok rendezője igyekezett minél meggyőzőbbre alakítani a tájat, ehhez az egyes jelenetekhez az ég megváltoztatására és a természet zöld színvilágának digitális eltávolítására volt szükség.

## Bemutató

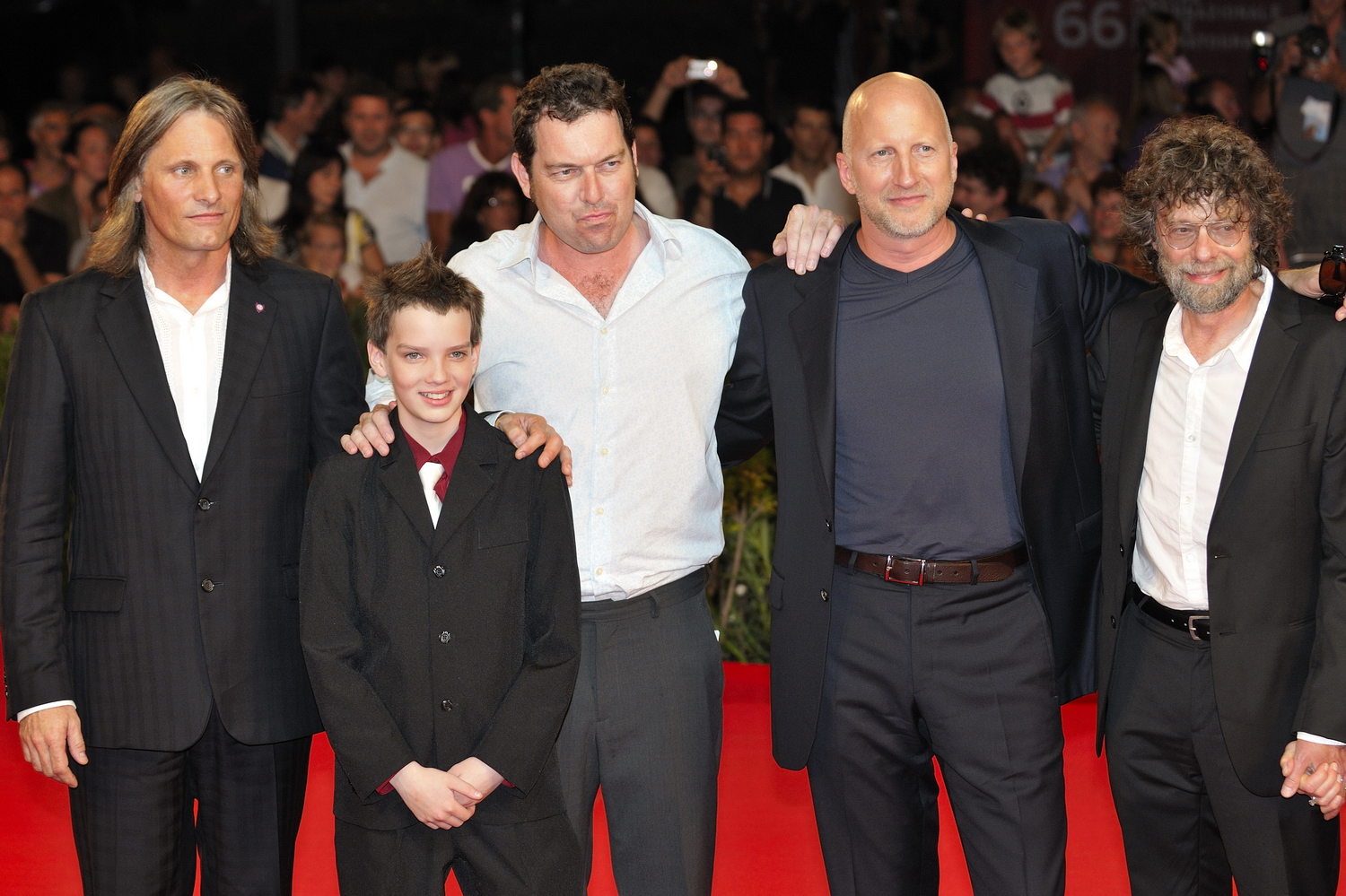
Mortensen, Smit-McPhee, Penhall, Hillcoat és Steve Schwartz a 2009-es Velencei Filmfesztiválon

Az út bemutatóját eredetileg 2008 novemberére tűzték ki, azonban először egy hónappal, majd csaknem egy teljes évvel elhalasztották. A The Hollywood Reporter értesülései szerint a forgalmazó abban bízott döntésével, hogy a film kamatoztatni tudja az utómunkálatokra jutó meghosszabbodott időt és jobban érvényesül majd egy kevéssé zsúfolt piacon. Az új dátum 2009. október 16. lett, ám az utolsó pillanatban a Dimension Films anyacége, a The Weinstein Company újabb, bő egy hónapos elmozdításról döntött. A film végül – korlátozott kópiaszámmal – 2009. november 25-én került az észak-amerikai mozikba, hogy a közelgő díjszezon biztos nevezője lehessen.
A film ősbemutatóját 2009 szeptemberében tartották a Velencei Nemzetközi Filmfesztiválon, ahol versenybe szállt az Arany Oroszlánért. Még az amerikai premiert megelőzően több másik fesztiválon is vetítették, köztük a Torontói Nemzetközi Filmfesztiválon.
A magyarországi bemutatóra, szintén több hónapos halogatást követően, 2010. május 6-án került sor.
Az út 2010. május 25-én jelent meg DVD-n és Blu-Rayen az Egyesült Államokban.

## Fogadtatás
A filmről a professzionális kritikusok háromnegyede pozitív véleményt formált a Rotten Tomatoes összesítése alapján. A weboldal konszenzusa szerint „Az út elhivatottsága Cormac McCarthy sötét látomása felé talán nem nyer meg magának minden nézőt, azonban Viggo Mortensen és Kodi McPhee kísértően erőteljes alakítása mindenképpen előnyére válik”.
Az Empire magazin munkatársa úgy találta, Az út „Az egyik legizgalmasabb, leghatásosabb világvége-vízió, amit valaha a vászonra álmodtak, egyúttal szívbemarkoló tanulmány a szülői gondviselésről.”  Az adaptációt Peter Bradshaw sikeresnek ítélte a The Guardianben: „Kifejezhetetlenül fájdalmas alapanyag, amit Hillcoat nagy értelemmel vitt vászonra.” – írja. Részben ért egyet Claudia Puig a USA Today oldalain: „Noha a film nem olyan erőteljes, mint a regény, tisztességes adaptáció, ami sikeresen megragadja apa és fia kötelékét.” A. O. Scott, a New York Times kritikusa a megvalósítást méltatta. Véleménye szerint „A legletaglózóbb aspektusa Az útnak az, ahogyan az alkotók létrehozták a barbárságba dőlt modern társadalom sivár, kiégett vidékét.” „A néző izgul a drága életért, s amennyire csak tud, ellenáll az erőteljes alakításokkal és meggyőző filmkészítéssel kísért, konok bizonyosságának, hogy semmi sem fog jól alakulni.” – elmélkedik Joe Morgenstern a The Wall Street Journalban a film folyamatos baljósságáról.
Néhány nevesebb amerikai lapot nem győztek meg a látottak. A Los Angeles Times úgy gondolta, „Hillcoat természetesen szolgál a megkívánt komolysággal, azonban a film nélkülözi az alapot jelentő ártatlanságot, azt, hogy bármilyen mélyre is süllyedt az emberiség, legalább cseppnyi remény van az újbóli felemelkedésre.” „Az útban tagadhatatlanul megvan az átfogó és nyomasztó nagyság, de végső soron nem több egy irodalmi igényességű zombifilmnél.” – véli Ann Hornaday a The Washington Postban.
Az út BAFTA-jelölést kapott a fényképezésért, ezt a díjat azonban A bombák földjén nyerte. Javier Aguirresarobe operatőr a San Diegói Filmkritikusok Társaságától ugyanakkor megkapta az elismerést. A Washington DC Környéki Filmkritikusok Szövetsége két kategóriában jelölte a filmet (a legjobb színész és a legjobb adaptált forgatókönyv), ahogy a 2010 júniusában átadott Saturn-díjra is kétszeresen volt esélyes Az út: a legjobb színész és a legjobb fiatal színész díjáért versengett.